# Orden de San Juan de Jerusalén (Imperio ruso)
La Orden de San Juan de Jerusalén (Орден Святого Иоанна Иерусалимского) fue un orden de caballería del imperio ruso, instituida por el Zar Pablo I de Rusia en 1798.

## Historia
En 1798 los caballeros de la Soberana Orden dejaron la isla de Malta después de la ocupación de Napoleón, y un gran número de miembros del Sagrado Consejo con más de 400 caballeros, se dirigieron a San Petersburgo a la corte del zar Pablo I, al cual pidieron ayuda con el fin regresar a la isla nuevamente y tener un Gran Maestro con la capacidad de enfrentar a Napoleón. El Zar, que había recibido 2 cartas del proprio puño de  Ferdinand von Hompesch zu Bolheim, con las cuales abdicaba a favor de Pablo I°, aceptó las peticiones de los caballeros exiliados desde Malta.
Luego fue regularmente reunido el consejo Magistral el cual, con los miembros del Gran Priorato de Rusia y de los delegados de los prioratos de Europa, eligieron el zar Pablo I de Rusia como Gran Maestro de la Soberana Orden de San Juan de Jerusalén en San Petersburgo, el 13 de noviembre de 1798.

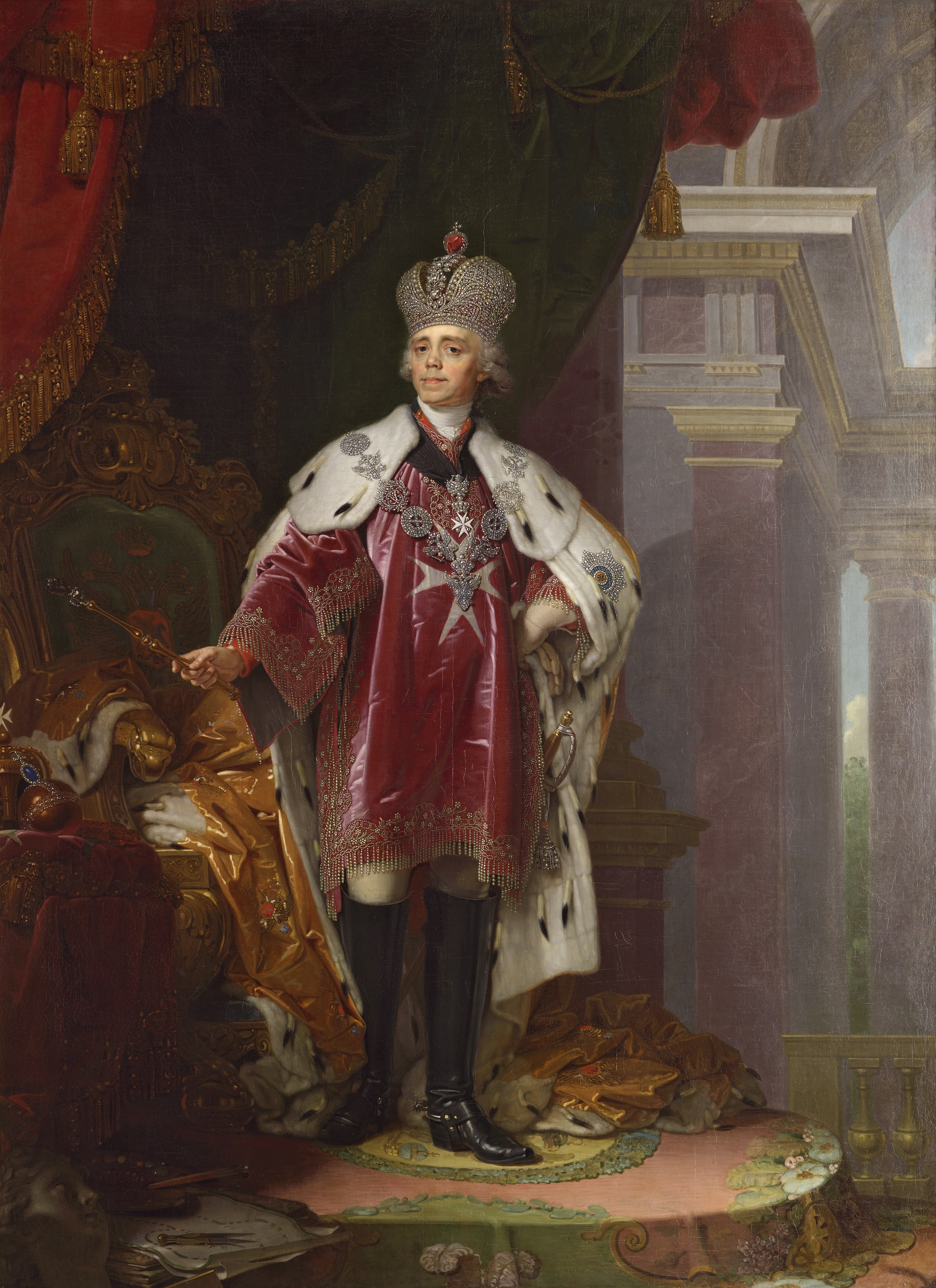
Zar Pablo I - como Gran Maestro de la Soberana Orden de San Juan de Jerusalén en San Petersburgo

El 29 de noviembre de 1798 Pablo I publicó el decreto oficial con el cual la Orden venia incluida en el sistema de honores de los Romanov, estableciendo la regla para la adquisición por parte de los nobles rusos.
Claramente el papa Pio VI (Juan Angelo Braschi) bendecía todos estos hechos, a pesar de que el zar fuera de fe cristiana-ortodoxa; de hecho el santo Padre en aquellos tiempos se encontraba en el monasterio de Cassini, cerca de Florencia, en manos de los Bonaparte.
Sin embargo la esperanza nutrida por más de 400 caballeros y dignatarios dirigidos a Rusia para encontrar justas soluciones a los problemas de la Orden derivados por la pérdida de la isla de Malta, parecía que podía ser finalmente alcanzada.
El más grande resultado del zar Pablo I como Gran Maestro de la Orden fue el de buscar una pequeña reunificación religiosa en clave ecuménica” de los caballeros ortodoxos con los católicos. Con tal fin hizo construir la Capilla Maltesa de fe católica en frente de la ortodoxa, en la sede de San Petersburgo (Palacio Voroncov) para que los Caballeros de Malta cumpliesen con sus propias prácticas religiosas.
Desafortunadamente el zar fue asesinado pocos años después, antes que Pablo I° pudiese determinar activamente la política de la Soberana Orden. 
Alejandro I de Rusia sustituyó a su padre, luego de su muerte, nombrando a Nikolaj Ivanovic Saltykov, como primer ministro ruso, y como Teniente de la Soberana Orden, mientras el mismo era solamente protector de la Soberana Orden, renunciando a ser el Gran Maestro por motivos religiosos.
En 1810 confirmó para sì y para la familia Romanov el derecho de patrocinio sobre la Soberana Orden de San Juan de Jerusalén, manteniéndose entonces de fe ortodoxa.